# Physiphora alceae
Physiphora alceae är en tvåvingeart som först beskrevs av Preyssler 1791.  Physiphora alceae ingår i släktet Physiphora och familjen fläckflugor. Enligt den finländska rödlistan är arten otillräckligt studerad i Finland. Arten är reproducerande i Sverige. Inga underarter finns listade i Catalogue of Life.

## Bildgalleri

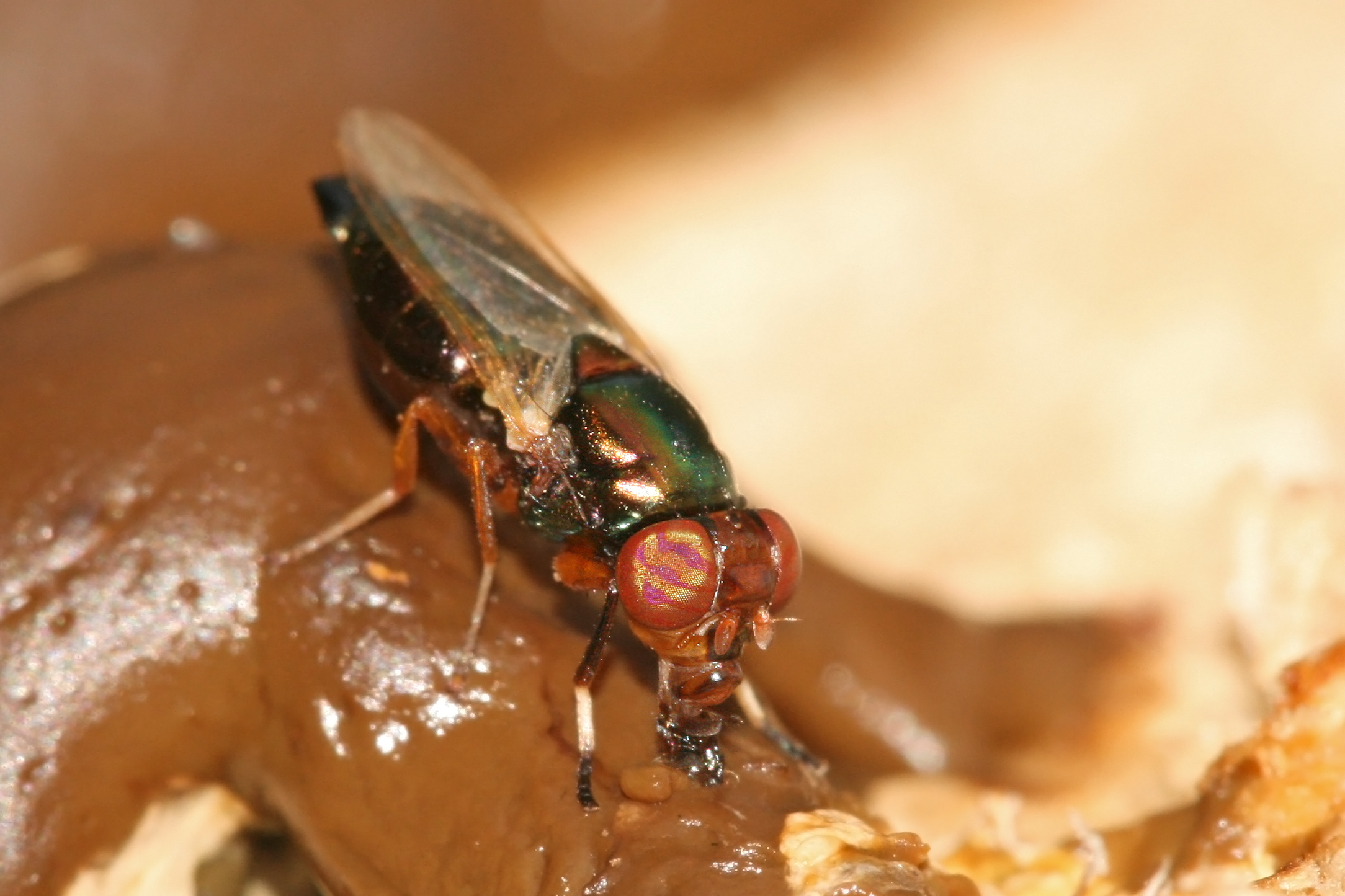
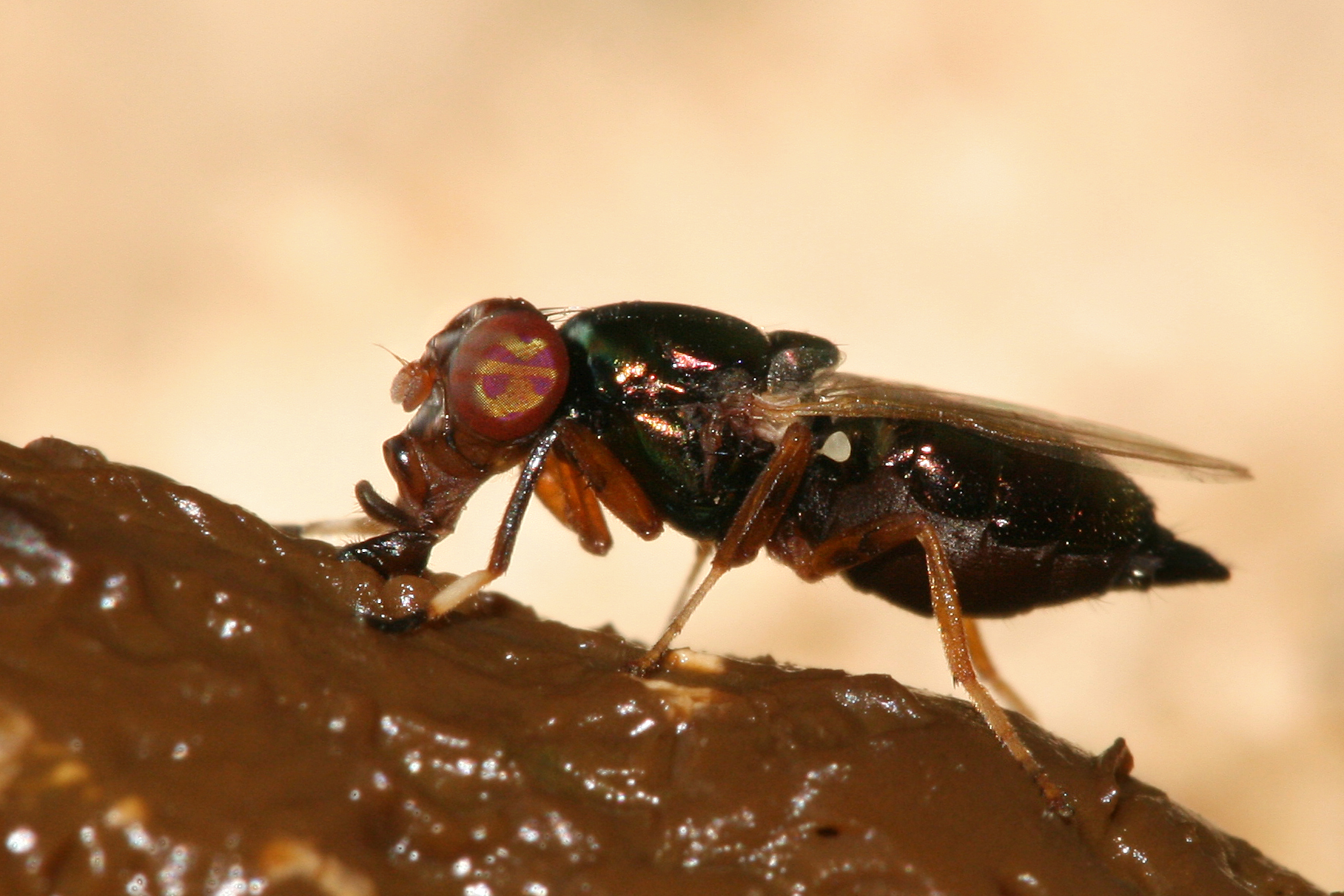
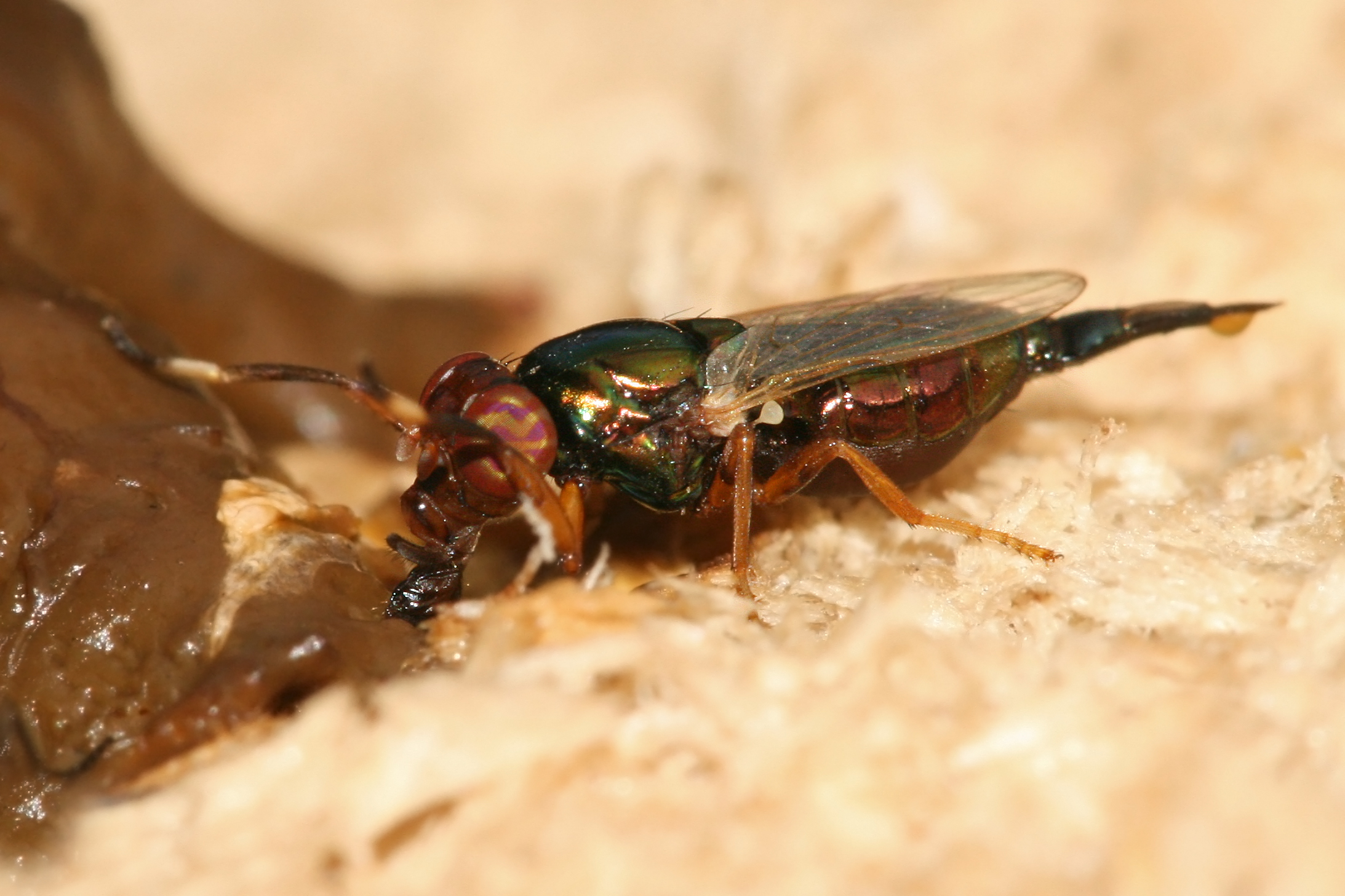
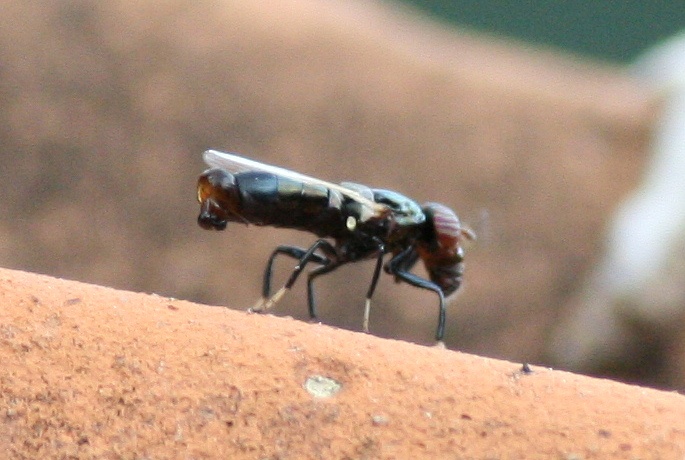
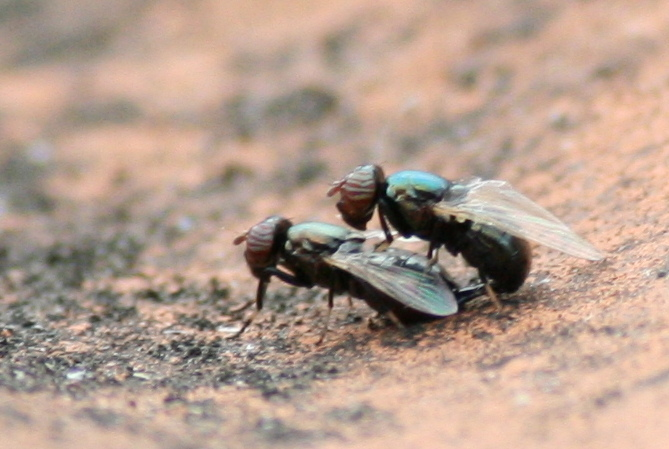